# 黄色い風船
「黄色い風船」（きいろいふうせん）は、胆道閉鎖症のために15歳で亡くなった少女をモチーフとして、1987年に発表された楽曲。作詞・作曲はギター奏者の藍葉徹。
胆道閉鎖症の治療に有効とされる肝臓移植（生体肝移植）の早期認可を願い、作られたという。1987年から1989年にかけてチャリティ・コンサートで演奏されたほか、その時期に録音され、カセットテープ版として制作・販売された。
2007年には当初の音源をもとにCD化（ネット通販）され、有線ラジオ放送でも流された。

## 曲目
1. 黄色い風船（作詞・作曲・ギター伴奏：藍葉徹、歌：滝よう子）
2. 黄色い風船（オリジナル・カラオケ）